# Blandgarn
Blandgarn, garn som består av två eller flera olika fibermaterial. Blandning av flera fibersorter i varje enskild tråd kallas intimblandning medan tvinning av flera trådar i var sitt material kallas systemblandning. Mängden av de olika fibermaterialen i blandningen anges i viktprocent.
Ej att förväxla med blaggarn (blån-garn), som användes till blångarnsväv, ett grovt linnetyg som förr användes till arbetskläder och tillverkades av resterna vid linberedningen.